# Lista över Alessandro Gocciadoros större segrar
Lista över Alessandro Gocciadoros större segrar som travkusk eller travtränare.

## Grupp 1-lopp
| År   | Lopp                           | Häst            | Kusk                  | Tränare               |
| ---- | ------------------------------ | --------------- | --------------------- | --------------------- |
| 2011 | Gran Premio Palio Dei Comuni   | Linda di Casei  | Alessandro Gocciadoro | Enrico Gocciadoro     |
| 2012 | Gran Premio Continentale       | Orsia           | Alessandro Gocciadoro | Alessandro Gocciadoro |
| 2017 | Derby italiano di trotto       | Valchiria Op    | Roberto Andreghetti   | Alessandro Gocciadoro |
| 2017 | Gran Premio Orsi Mangelli      | Vitruvio        | Alessandro Gocciadoro | Alessandro Gocciadoro |
| 2017 | Gran Premio Palio Dei Comuni   | Peace Of Mind   | Alessandro Gocciadoro | Alessandro Gocciadoro |
| 2018 | Gran Premio Campionato Europeo | Arazi Boko      | Alessandro Gocciadoro | Alessandro Gocciadoro |
| 2018 | Gran Premio Continentale       | Vitruvio        | Alessandro Gocciadoro | Alessandro Gocciadoro |
| 2018 | Gran Premio Palio Dei Comuni   | Peace Of Mind   | Alessandro Gocciadoro | Alessandro Gocciadoro |
| 2018 | Derby italiano di trotto       | Zlatan          | Giampaolo Minnucci    | Alessandro Gocciadoro |
| 2018 | Gran Premio d'Europa           | Vitruvio        | Alessandro Gocciadoro | Alessandro Gocciadoro |
| 2018 | Gran Premio Freccia d'Europa   | Super Star Reaf | Davide di Stefano     | Alessandro Gocciadoro |
| 2019 | Gran Premio Nazionale          | Axl Rose        | Alessandro Gocciadoro | Alessandro Gocciadoro |
| 2019 | Gran Premio Campionato Europeo | Arazi Boko      | Alessandro Gocciadoro | Alessandro Gocciadoro |
| 2019 | Gran Premio Gaetano Turilli    | Vivid Wise As   | Alessandro Gocciadoro | Alessandro Gocciadoro |
| 2019 | Oslo Grand Prix                | Vitruvio        | Jorma Kontio          | Alessandro Gocciadoro |
| 2019 | Ulf Thoresens Minneslopp       | Vitruvio        | Jorma Kontio          | Alessandro Gocciadoro |
| 2019 | Gran Premio Orsi Mangelli      | Axl Rose        | Alessandro Gocciadoro | Alessandro Gocciadoro |
| 2020 | Grand Critérium de Vitesse     | Vivid Wise As   | Alessandro Gocciadoro | Alessandro Gocciadoro |
| 2020 | Gran Premio Orsi Mangelli      | Bepi Bi         | Federico Esposito     | Alessandro Gocciadoro |
| 2020 | Gran Premio Campionato Europeo | Vernissage Grif | Alessandro Gocciadoro | Alessandro Gocciadoro |
| 2020 | Gran Premio Gaetano Turilli    | Vivid Wise As   | Alessandro Gocciadoro | Alessandro Gocciadoro |
| 2020 | Gran Premio d'Europa           | Alrajah One     | Örjan Kihlström       | Alessandro Gocciadoro |
| 2020 | Gran Premio Freccia d'Europa   | Vivid Wise As   | Alessandro Gocciadoro | Alessandro Gocciadoro |
| 2020 | Gran Premio Continentale       | Alrajah One     | Alessandro Gocciadoro | Alessandro Gocciadoro |
| 2021 | Grand Critérium de Vitesse     | Vivid Wise As   | Alessandro Gocciadoro | Alessandro Gocciadoro |
| 2021 | Prix de l'Atlantique           | Vivid Wise As   | Alessandro Gocciadoro | Alessandro Gocciadoro |
| 2021 | Gran Premio Freccia d'Europa   | Alrajah One     | Alessandro Gocciadoro | Alessandro Gocciadoro |
| 2021 | Gran Premio Campionato Europeo | Vernissage Grif | Alessandro Gocciadoro | Alessandro Gocciadoro |
| 2022 | Prix de l'Atlantique           | Vivid Wise As   | Matthieu Abrivard     | Alessandro Gocciadoro |
| 2022 | Gran Premio Lotteria           | Vernissage Grif | Alessandro Gocciadoro | Alessandro Gocciadoro |

## Grupp 2-lopp
| År   | Lopp                       | Häst            | Kusk                  | Tränare               |
| ---- | -------------------------- | --------------- | --------------------- | --------------------- |
| 2017 | Breeders Course, 3-åriga   | Vitruvio        | Alessandro Gocciadoro | Alessandro Gocciadoro |
| 2017 | Fyraåringseliten för ston  | Umaticaya       | Alessandro Gocciadoro | Alessandro Gocciadoro |
| 2017 | Gran Premio Duomo          | Peace Of Mind   | Alessandro Gocciadoro | Alessandro Gocciadoro |
| 2018 | Fyraåringseliten för ston  | Virginia Grif   | Alessandro Gocciadoro | Alessandro Gocciadoro |
| 2018 | Sweden Cup                 | Arazi Boko      | Alessandro Gocciadoro | Alessandro Gocciadoro |
| 2019 | Fyraåringseliten för ston  | Zalie Gar       | Rene Legati           | Alessandro Gocciadoro |
| 2019 | Premio Going Kronos        | Acciaio         | Örjan Kihlström       | Alessandro Gocciadoro |
| 2019 | Prix Marcel Laurent        | Vivid Wise As   | Björn Goop            | Alessandro Gocciadoro |
| 2019 | Gran Premio Duomo          | Arazi Boko      | Alessandro Gocciadoro | Alessandro Gocciadoro |
| 2021 | Lovely Godivas Lopp        | Allegra Gifont  | Mika Forss            | Alessandro Gocciadoro |
| 2021 | Jämtlands Stora Pris       | Vernissage Grif | Alessandro Gocciadoro | Alessandro Gocciadoro |
| 2021 | Årjängs Stora Sprinterlopp | Vernissage Grif | Alessandro Gocciadoro | Alessandro Gocciadoro |
| 2021 | Premio Going Kronos        | Colibri Jet     | Alessandro Gocciadoro | Alessandro Gocciadoro |
| 2022 | Sweden Cup                 | Bepi Bi         | Alessandro Gocciadoro | Alessandro Gocciadoro |
| 2023 | Sweden Cup                 | Bengurion Jet   | Alessandro Gocciadoro | Alessandro Gocciadoro |

## Övriga
| År   | Lopp                 | Häst           | Kusk                  | Tränare               |
| ---- | -------------------- | -------------- | --------------------- | --------------------- |
| 2018 | Klass I final, maj   | Volnik du Kras | Alessandro Gocciadoro | Alessandro Gocciadoro |
| 2019 | Lars Lindbergs Minne | Visa As        | Rebecca Dahlén        | Alessandro Gocciadoro |
| 2019 | Klass I final, juni  | Zalie Gar      | René Legati           | Alessandro Gocciadoro |
| 2022 | Klass I final, juli  | Born To Run    | Magnus A. Djuse       | Alessandro Gocciadoro |
| 2023 | Lady Snärts Lopp     | Zeudi AMG      | Alessandro Gocciadoro | Alessandro Gocciadoro |